# مكتب الممثل السامي للأمم المتحدة لأقل البلدان نموا والبلدان النامية غير الساحلية والدول الجزرية الصغيرة النامية
مكتب الممثل السامي للأمم المتحدة لأقل البلدان نمواً و البلدان النامية غير الساحلية و الدول الجزرية الصغيرة النامية (UN-OHRLLS التي تعني بالإنجليزية United Nations Office of the High Representative for the Least Developed Countries, Landlocked Developing Countries and Small Island Developing States) هو مكتب تابع لمنظمة الأمم المتحدة، أنشأ في سنة 2001، لمعالجة مشاكل البلدان الأقل نماء والدول النامية غير ساحلية والدول الجزرية الصغيرة النامية.

الممثل السامي له رتبة نائب الأمين العام للأمم المتحدة.

## التأسيس
عملية إنشاء مكتب الممثل السامي جاء في أعقاب مؤتمر الأمم المتحدة الثالث المعني بأقل البلدان نموا، المنعقد في بروكسل من 14 إلى 20 مايو 2001، و أدى هذا إلى صدور «إعلان بروكسل»  و «برنامج عمل للعقد 2001 - 2010 لصالح أقل البلدان نموا» ، و قد تم الموافقة على هاتين الوثيقتين في اجتماع للجمعية العامة للأمم المتحدة في قرارها 55/279 المؤرخ في 12 يوليو 2001.
و بناء على توصيات الأمين العام للأمم المتحدة في تقريره 56/645/A المؤرخ في 23 نوفمبر 2011 ، قامت الأمم المتحدة بإنشاء مكتب الممثل السامي في قرار 56/227 المؤرخ 24 ديسمبر 2001 ، والذي يطلب من الدول الأعضاء في منظومة الأمم المتحدة، ومن كل المنظمات الأخرى بدعمهم لهذا المشروع ولمكتب الممثل السامي للأمم المتحدة.

## الممثلين الساميين
- 2002 - 2007 : أنوار شودري (بنغلاديش)
- 2007 - 2012 : شيخ سيدي ديارا (مالي)
- 2012 - الآن : جيان تشاندرا أتشاريا (نيبال)

## مقالات ذات صلة
- مؤتمر الأمم المتحدة للتجارة والتنمية
- برنامج الأمم المتحدة الإنمائي
- المرامي الإنمائية للألفية

## روابط خارجية
- الموقع الرسمي لمكتب الممثل السامي